# Limassolla discoloris
Limassolla discoloris är en insektsart som beskrevs av Zhang och Chou 1988. Limassolla discoloris ingår i släktet Limassolla och familjen dvärgstritar. Inga underarter finns listade i Catalogue of Life.